# Sivas (film)
Sivas  este un film turcesc dramatic din 2014. Este regizat și scris de Kaan Müjdeci și produs de Yasin Müjdeci, cu actorii Doğan İzci, Çakır  și Hasan Özdemirl în rolurile principale. A primit premiul special al juriului la al 71-lea Festival Internațional de Film de la Veneția

## Distribuție
- Doğan İzci ca Aslan
- Çakır ca Sivas
- Hasan Özdemir ca Hasan
- Ezgi Ergin ca Ayșe
- Furkan Uyar ca Osman
- Ozan Çelik ca Șahin
- Banu Fotocan ca mama
- Hasan Yazılıtılaș ca tatăl
- Okan Avcı ca profesor[7]

## Legături externe
- Official website
- Official website (Japan) Arhivat în 23 aprilie 2019, la Wayback Machine.
- Sivas la Internet Movie Database

## Vezi și
- Cinematografia turcă